# Savsko naselje
Savsko naselje (nekdaj tudi Savska kolonija) je prvo po drugi svetovni vojni zgrajeno blokovsko stanovanjsko naselje v Ljubljani. V njem so prvič v Ljubljani tudi načrtovali zunanje proste površine tudi s stališča uporabnega stanovanjskega okolja in ne le po funkcionalnosti posamičnih stanovanjskih blokov. Rasti je pričelo v prvih povojnih letih s postavitvijo enonadstropnih stanovanjskih hiš. V petdesetih letih 20. stoletja se je naselje dograjevalo. Za dokončno dograditev in ureditev naselja je bil leta 1958 pripravljen zazidalni načrt, ki je naselju dal zaokroženo podobo in organiziranost po nekaterih načelih stanovanjskih sosesk. Dobilo je nov prostorski poudarek s postavitvijo petih stolpnic, prvih v Ljubljani. Sicer prostostoječi in monotoni stanovanjski bloki so razmeščeni tako, da so nastali večji zaokroženi zunanji prostori, ki so omogočili ureditev otroških igrišč, zbirališč in počivališč, nekaj rekreacijskih igrišč in intenzivno parkovno uredite.

## Javni potniški promet
Mimo naselja po Savski cesti poteka mestna avtobusna linija št. 2, po Šmartinski cesti potekajo mestne avtobusne linije št. 12D in 27 in po Linhartovi cesti potekajo linije št. 7, 19B, 19I in 22. 